# Anaspis sericea
Anaspis sericea är en skalbaggsart som beskrevs av Mannerheim 1843. Anaspis sericea ingår i släktet Anaspis och familjen ristbaggar. Inga underarter finns listade i Catalogue of Life.